# Tealogia
Tealogia (um neologismo derivado do grego antigo θεά que significa "Deusa" e λόγος, -logy, que significa "estudo de") é geralmente entendido como um discurso que reflete o significado da Deusa (thea) em contraste com Deus (theo). Como tal, é o estudo e a reflexão sobre o divino feminino a partir de uma perspectiva feminista.
A teoria se distingue da teologia feminista, que é o estudo de Deus de uma perspectiva feminista, mas os dois campos podem ser vistos como relacionados e interdependentes.